# Asemostera arcana
Asemostera arcana är en spindelart som först beskrevs av Alfred Frank Millidge 1991.  Asemostera arcana ingår i släktet Asemostera och familjen täckvävarspindlar. Inga underarter finns listade i Catalogue of Life.